# Estación Yaroslavski
La estación de trenes Yaroslavski (en ruso: Яросла́вский вокза́л, Yaroslavski vokzal) es una de las nueve estaciones de tren de Moscú, Rusia, situada en la plaza Komsomólskaya. Es la estación más concurrida y la que conecta a la capital con el Extremo Oriente ruso mediante el Transiberiano, el ferrocarril más largo del mundo. Su nombre proviene de la antigua ciudad de Yaroslavl.

## Historia
Se construyó en 1862. En 1910 Lev Kekushev la remodeló. En 1965-1966 y en 1995 se volvió a remodelar.

## Destinos

### Larga distancia desde Moscú
| N.º de tren     | Nombre                                           | Destino                                      | Operado por          |
| --------------- | ------------------------------------------------ | -------------------------------------------- | -------------------- |
| 001/002         | Rossiya (rus: Россия)                            | Vladivostok (trenes: Sovetskaya Gavan)       | Ferrocarriles Rusos  |
| 003/004         | n/a                                              | Pekín                                        | Ferrocarriles Chinos |
| 009/010         | Baykal (rus: Байкал)                             | Irkutsk                                      | Ferrocarriles Rusos  |
| 011/012         | Yamal (rus: Ямал)                                | Novi Urengói                                 | Ferrocarriles Rusos  |
| 017/018         | Kama (rus: Кама)                                 | Perm                                         | Ferrocarriles Rusos  |
| 019/020         | Vostok (rus: Восток)                             | Pekín (Estación Central) (trenes: Pyongyang) | Ferrocarriles Rusos  |
| 021/022         | Poliárnaya Strela (rus: Полярная Стрела)         | Labytnangi                                   | Ferrocarriles Rusos  |
| 023/024         | Syktyvkar (kom, rus: Сыктывкар)                  | Syktyvkar                                    | Ferrocarriles Rusos  |
| 025/026         | Sibiriak (rus: Сибиряк)                          | Novosibirsk                                  | Ferrocarriles Rusos  |
| 029/030         | Kuzbass (rus: Кузбасс)                           | Kémerovo                                     | Ferrocarriles Rusos  |
| 031/032         | Viatka (rus: Вятка)                              | Kírov                                        | Ferrocarriles Rusos  |
| 035/036         | Nizhegorodets (rus: Нижегородец)                 | Nizhni Nóvgorod (Moskovsky)                  | Ferrocarriles Rusos  |
| 037/038         | Tomich (rus: Томич)                              | Tomsk                                        | Ferrocarriles Rusos  |
| 049/050         | Malajit (rus: Малахит)                           | Nizhny Tagil (trenes: Berezniki)             | Ferrocarriles Rusos  |
| 055/056         | Yeniséi (rus: Енисей)                            | Krasnoyarsk                                  | Ferrocarriles Rusos  |
| 059/060         | Vologodskiye Zori (rus: Вологодские Зори)        | Vologda (cars: Sharya)                       | Ferrocarriles Rusos  |
| 065/066         | Sayany (rus: Саяны)                              | Abakan                                       | Ferrocarriles Rusos  |
| 083/084         | Severny Ural (rus: Северный Урал)                | Priobye                                      | Ferrocarriles Rusos  |
| 125/126         | Sheksna (rus: Шексна)                            | Cherepovets                                  | Ferrocarriles Rusos  |
| 147/148         | Kostroma (rus: Кострома)                         | Kostroma                                     | Ferrocarriles Rusos  |
| 315/316/317/318 | Pomore (rus: Поморье)                            | Arjánguelsk/ Severodvinsk                    | Ferrocarriles Rusos  |
| 821/822         | Savva Mamontov (rus: Савва Мамонтов)             | Yaroslavl                                    | Ferrocarriles Rusos  |
| 827/828         | Express (suburbano) rus: Экспресс (пригородный)) | Yaroslavl                                    | Ferrocarriles Rusos  |

### Otros destinos
| País     | Destinos                                                                              |
| -------- | ------------------------------------------------------------------------------------- |
| Mongolia | Erdenet, Ulan-Bator (Estación Central de Ulan Bator)                                  |
| Rusia    | Blagoveshchensk, Chitá, Ivánovo, Jabárovsk, Kineshma, Kotlas, Tavda, Usinsk, Vorkuta, |